# よつや渚
よつや 渚（よつや なぎさ、1952年 - ）は、日本の漫画家。本名は四柳 慎一（よつやなぎ しんいち）。

## 人物・経歴
1952年千葉県生まれ。1974年3月千葉商科大学商経学部卒業。1974年4月株式会社千葉銀行入行。同行に22年間勤務後、1996年7月に漫画家へ転業。株式会社近代セールス社の発行誌を中心に執筆活動中。

## 作品
四栁慎一名義
- ちばぎん総合研究所編著『マンガ なるほどザ金利』（漫画担当）経済法令研究会、1993年10月

よつや渚名義
- 『水色の迷宮』エム・ビー・シー21、1990年12月
- 高野善松『マンガ 飛び立て!つばめ銀行下町支店 熱血次長の営業店マネジメント講座』（漫画担当）近代セールス社、2000年6月 ISBN 4765007200
- 高橋秀幸『おーっとっとどっこいしたたか支店長』（漫画担当）近代セールス社、2000年7月 ISBN 4765007189
- 早川義行監修『マンガでよむ安心で安全な最強住宅 災害に強い無結露の家』東京経済、2005年7月 ISBN 4806407518